# Швеция на летних Олимпийских играх 1980
Швеция принимала участие в XXII Летних Олимпийских играх, проходивших в Москве, СССР, где завоевала 12 медалей, из которых 3 золотые, 3 серебряные и 6 бронзовые. Сборную страны представляли 145 спортсменов (122 мужчины, 23 женщины), выступавших в 18 видах спорта.

## Медалисты
| Медаль  | Спортсмен                                                        | Вид спорта            | Дисциплина                                     |
| ------- | ---------------------------------------------------------------- | --------------------- | ---------------------------------------------- |
| Золото  | Юхан Харменберг                                                  | Фехтование            | Шпага, личное первенство, мужчины              |
| Золото  | Бенгт Барон                                                      | Плавание              | 100 м на спине, мужчины                        |
| Золото  | Пер Арвидссон                                                    | Плавание              | 100 м, баттерфляй, мужчины                     |
| Серебро | Пер Хольмерц                                                     | Плавание              | 100 м, вольный стиль, мужчины                  |
| Серебро | Ларс-Йёран Карлссон                                              | Стрельба              | Скит                                           |
| Серебро | Агнета Эрикссон Тина Густафссон Карина Юнгдаль Агнета Мортенссон | Плавание              | Эстафета 4×200 м, вольный стиль, женщины       |
| Бронза  | Пер Юханссон                                                     | Плавание              | 100 м, вольный стиль, мужчины                  |
| Бронза  | Свен Юханссон                                                    | Стрельба              | Малокалиберная винтовка из 3 положений на 50 м |
| Бронза  | Бенни Юнгбек                                                     | Борьба                | Греко-римская борьба до 57 кг                  |
| Бронза  | Ларс-Эрик Шёльд                                                  | Борьба                | Греко-римская борьба до 68 кг                  |
| Бронза  | Йёран Марстрём Йёрген Рагнарссон                                 | Парусный спорт        | Класс «Торнадо»                                |
| Бронза  | Георге Хорват Сванте Расмусон Леннарт Петтерссон                 | Современное пятиборье | Командное первенство                           |

## Результаты соревнований

### Академическая гребля
В следующий раунд из каждого заезда проходили несколько лучших экипажей (в зависимости от дисциплины). В финал A выходили 6 сильнейших экипажей, ещё 6 экипажей, выбывших в полуфинале, распределяли места в малом финале B
Мужчины
| Соревнование | Спортсмены                      | Предварительный заезд | Предварительный заезд | Предварительный заезд | Отборочный заезд | Отборочный заезд | Отборочный заезд | Полуфинал | Полуфинал | Полуфинал | Финал   | Финал   | Итоговое место |
| Соревнование | Спортсмены                      | Заезд                 | Время                 | Место                 | Заезд            | Время            | Место            | Заезд     | Время     | Место     | Время   | Место   | Итоговое место |
| ------------ | ------------------------------- | --------------------- | --------------------- | --------------------- | ---------------- | ---------------- | ---------------- | --------- | --------- | --------- | ------- | ------- | -------------- |
| одиночки     | Ханс Свенссон                   | 3                     | 7:57,33               | 2 Q                   | не участвовал    | не участвовал    | не участвовал    | 2         | 7:19,66   | 3 QA      | Финал A | Финал A | 5              |
| одиночки     | Ханс Свенссон                   | 3                     | 7:57,33               | 2 Q                   | не участвовал    | не участвовал    | не участвовал    | 2         | 7:19,66   | 3 QA      | 7:19,38 | 5       | 5              |
| двойки       | Андерс Ларсон Андерс Вильготсон | 3                     | 7:44,16               | 4                     | 1                | 7:09,51          | 2 Q              | 1         | 6:54,12   | 3 QA      | Финал A | Финал A | 6              |
| двойки       | Андерс Ларсон Андерс Вильготсон | 3                     | 7:44,16               | 4                     | 1                | 7:09,51          | 2 Q              | 1         | 6:54,12   | 3 QA      | 7:02,52 | 6       | 6              |